# Observatório do Rei
Observatório do Rei (em inglês The King's Observatory, até 1981 também conhecido como Kew Observatory) é um Listed building de 1.ª Categoria situado em Londres que, no seu início, albergava um observatório astronómico e terrestre fundado pelo rei Jorge III do Reino Unido. Acabou de ser construído em 1769, a tempo para o rei observar o trânsito do planeta Vênus que ocorreu em 3 de Junho desse ano.O seu arquitecto foi sir William Chambers; o desenho do seu edifício influenciou os arquitectos de dois observatórios irlandeses   – Observatório Armagh e Observatório Dunsink perto de Dublin.